# Serious Sam

Logovariante von der Spielverpackung

Serious Sam ist eine Ego-Shooter-Computerspielreihe mit der Hauptfigur Samuel „Serious Sam“ Stone. In der vom kroatischen Entwickler Croteam ursprünglich als Trilogie geplanten Serie sind bislang vier Spiele sowie mehrere Spin-offs erschienen.

## Chronologie
Serious Sam II erschien im Herbst 2005. First und Second Encounter werden bei dieser Zählung als ein Titel aufgefasst, sie wurden beide in der mittleren Preisklasse verkauft und auf der Xbox als ein zusammenhängendes Spiel veröffentlicht.
Im November 2009 erschien Serious Sam HD, das Remake des ersten Teils der Serie mit verbesserter Grafik. Mit Serious Sam HD: The Second Encounter ist auch ein Remake des zweiten Teils erschienen. Für den 25. September 2020 ist der vierte Teil Serious Sam 4 für PC und Google Stadia angekündigt.
- 2001: Serious Sam: The First Encounter
- 2002: Serious Sam: The Second Encounter
- 2002: Serious Sam (für die Xbox)
- 2004: Serious Sam: Gold Edition
- 2004: Serious Sam: Next Encounter (für den Nintendo GameCube und die Sony Playstation 2)
- 2004: Serious Sam Advance (für den Game Boy Advance)
- 2005: Serious Sam II (für den PC (Linux, Windows) und die Xbox)
- 2009: Serious Sam HD: The First Encounter (Neuauflage des ersten Teils mit zeitgemäßer Grafik)
- 2010: Serious Sam HD: The Second Encounter (Neuauflage des zweiten Teils mit zeitgemäßer Grafik)
- 2011: Serious Sam Double D
- 2011: Serious Sam: Kamikaze Attack! (für iPhone, iPad und Android)[2]
- 2011: Serious Sam: The Random Encounter
- 2011: Serious Sam 3: BFE
- 2016: Serious Sam VR: The Last Hope (Für Virtual Reality-Brillen eigens entwickeltes Spiel)
- 2017: Serious Sam VR: The First Encounter (Neuauflage des ersten Teils für Virtual-Reality-Brillen)
- 2017: Serious Sam VR: The Second Encounter (Neuauflage des zweiten Teils für Virtual-Reality-Brillen)
- 2017: Serious Sam 3 VR: BFE (Neuauflage des dritten Teils für Virtual-Reality-Brillen)
- 2017: Serious Sam Fusion[3]
- 2020: Serious Sam 4
- 2022: Serious Sam: Siberian Mayhem

## Handlung
Die Ausgangslage der Spielereihe ist das 21. Jahrhundert, in der die Menschheit eine Vielzahl von Kolonien im Weltall besitzt, diese werden durch Horden außerirdischer Monster attackiert. Die Fremden, die vom Bösewicht Mental befehligt werden, erobern Kolonie um Kolonie bis schließlich das gesamte Imperium der Menschheit auf die Erde selbst geschrumpft ist. Um das Überleben der Menschheit zu sichern, wird der Kriegsheld Sam „Serious“ Stone, eine lebende Legende, durch ein in Ägypten gefundenes antikes Portal zurück in die Vergangenheit geschickt und landet im Ägypten über 1000 Jahre vor Christus und findet heraus, dass die damals auf der Erde gelandeten Sirianer von den Ägyptern als Götter verehrt wurden. Offenbar befindet sich zu diesem Zeitpunkt das sirianische Raumschiff noch irgendwo im Sonnensystem. Auf der Suche danach stellen sich Sam Stone jedoch zahllose Horden außerirdischer Kreaturen in den Weg.
In The Second Encounter hingegen stürzt Sam mit dem schließlich gefundenen Raumschiff auf der Erde in Südamerika ab und muss sich sowohl durch den Dschungel als auch durch Babylon und mittelalterliche Städte kämpfen. In einer gotischen Kathedrale findet er schließlich ein weiteres Raumschiff, mit dem er erneut in Richtung Sirius aufbricht, um Mental zu stellen.
Die Grundhandlung von Serious Sam baut auf der Idee der Prä-Astronautik auf. So erfährt man in The First Encounter, dass das außerirdische Volk der Sirianer damals im Alten Ägypten landete und die dortige Kultur beeinflusste. Im letzten Level des Spieles gelangt man über die Cheops-Pyramide dann auch auf ein sirianisches Raumschiff, womit ähnlich wie bereits in dem Film Stargate die Pyramiden wohl einen Weltraumbahnhof für außerirdische Raumschiffe darstellten. Die weiteren Teile vertiefen das Thema jedoch nicht, sondern nehmen es lediglich als anfänglichen Aufhänger, um eine Erklärung für die Gestaltung der Spielwelt bereitzustellen.

## Spielprinzip
Serious Sam unterscheidet sich im Spiel-Design deutlich von anderen Standard-Ego-Shootern. Entgegen dem von Half-Life und ähnlichen Spielen ausgelösten Trend setzte Serious Sam nicht auf eine epische Handlung, lebensnahe Spielwelt und möglichst hohen Realismus. Die Handlung ist simpel gehalten: Der Spieler in der Rolle von Serious Sam will den intergalaktischen Erzschurken Mental und seine Schergen davon abhalten, das Universum zu erobern und bereist zu diesem Zweck verschiedene Welten, um dort unterschiedlichen Gegnern Einhalt zu gebieten.
Die Spiele zeichnen sich vor allem durch eine farbenfrohe Levelgestaltung, weitläufige und übersichtlich gehaltene Areale sowie durch skurrile Gegner aus. Dies sind beispielsweise kopflose Kamikazebomber, bullenartige Tiere, Harpyien oder Riesenskorpione mit Waffen anstelle der Arme. Dem Spieler steht eine bunte Mischung aus alten (z. B. Schrotflinte) und futuristischen Waffen (z. B. Plasma Gun) zur Verfügung. Man wird mit einer äußerst großen Zahl von Gegnern konfrontiert, die aber nur ein Mindestmaß an künstlicher Intelligenz aufweisen. Der Spielverlauf ist dadurch meist sehr hektisch und besteht im schnellen Töten rein zahlenmäßig überlegener, aber stupider Horden von Monstern. Das Leveldesign folgt meistens einem Grundschema: Der Spieler betritt einen relativ überschaubaren Raum, wonach sich die Aus- und Eingänge automatisch verschließen und Horden an Gegnern hereinteleportiert werden. Nachdem diese gefallen sind, öffnen sich entweder die Türen zum nächsten Abschnitt, oder es werden erst einmal Munition, Panzerung und Lebensenergie in großem Umfang hereinteleportiert, worauf anschließend weitere Gegnerwellen folgen.
Das Spiel enthält eine Vielzahl von versteckten Leveln und Geheimgängen (Secrets), die den Spieler zum Schmunzeln anregen. So kann man in einem der Levels etwa einen Raum finden, in dem eine Gruppe von Gegnern eine Pokerrunde veranstaltet, an einer anderen Stelle findet man einen in einem Kühlschrank eingefrorenen Pinguin, und in einer abgelegenen Ecke einen Gegner, der sich zur Tarnung als Baum verkleidet hat.
Die hitzigen Massenschlachten werden mit einem skurrilen, selbstironischen Humor verbunden. Die Serious-Sam-Spiele enthalten viele Anspielungen auf andere Egoshooter wie Quake (Zitat: „The earth can shake, but I won't quake!“), Unreal (Zitat: „I like collecting big guns. It looks so...unreal.“) oder Duke Nukem. Die Beschreibungen der Gegner sowie die Kommentare des Protagonisten („Double your gun, double your fun!“ oder „Rocketranger, ready to rock it!“) und seines implantierten (im ersten Teil geschlechtsneutralen, in den anderen Teilen weiblichen) Computersystems bieten Gelegenheit zu weiteren Scherzen, anstatt (wie sonst eher üblich) die Hintergrundgeschichte zu vertiefen. Auch die Atmosphäre des Spiels und die Hintergrundmusik sind nicht egoshootertypisch düster, sondern eher unbeschwert. Man bereist in den ersten beiden Spielen Ägypten, Babylonien, Indien und Mittelamerika mit den jeweiligen Sehenswürdigkeiten, und dementsprechend sind viele Levels relativ hell und bunt gehalten. In The Second Encounter durchwandert man auch ein „mittelalterliches Europa“ ohne jeden historischen Bezug im Stil einer Fantasy-Welt, und im Nachfolger Serious Sam 2 enthält die Spielwelt noch irrealere Märchenlandschaften.
Im Mehrspielermodus ist der genretypische Spielmodus Deathmatch und ein Koop-Modus für die Einzelspieler-Missionen anzutreffen. Im Koop-Modus ist es möglich, den Spielverlauf weitestgehend anzupassen, so kann beispielsweise nicht nur der Schwierigkeitsgrad geändert werden, sondern es ist auch möglich, den Monstern ein Handicap von bis zu 400 % ihrer normalen Lebensenergie zu verabreichen. Hier materialisieren sich die Spielfiguren nach ihrem vorzeitigen Ableben meist wieder nahe dem aktuellen Kampfgeschehen.
Grafisch setzten beide Teile keine neuen Maßstäbe. Beide Spiele nutzen die Programmierschnittstelle OpenGL. Als herausragend wurde jedoch die Performance der Grafik-Engine angesehen. Selbst bei einer sehr großen Zahl von animierten Gegnern bleibt der Spielfluss stets flüssig.

## Einzeltitel

### Serious Sam HD
Serious Sam HD sind die Neuauflagen des ersten und zweiten Teils in einer stark überarbeiteten Grafik. Auch das Leveldesign wurde für die „Serious Engine 3“ angepasst und optimiert. Ansonsten sind Serious Sam HD und Serious Sam: The First Encounter bzw. The Second Encounter bis auf ein paar Secrets inhaltsgleich.
Die ungeschnittene Fassung des ersten HD-Remakes wurde von der USK ab 18 Jahren freigegeben und ist am 10. Dezember 2009 in deutscher Sprache in Deutschland erschienen.
Bei der Computerspielzeitschrift GameStar erhielt Serious Sam HD: The First Encounter eine Wertung von 60 %. Bemängelt wurde auch die Grafik, die trotz Serious Engine 3 nicht mehr zeitgemäß sei.
Serious Sam HD: The Second Encounter ist am 28. April 2010 erschienen.
Die Serious Sam Collection erhielt eine neue physische NS-Veröffentlichung.